# Paul Klimpel

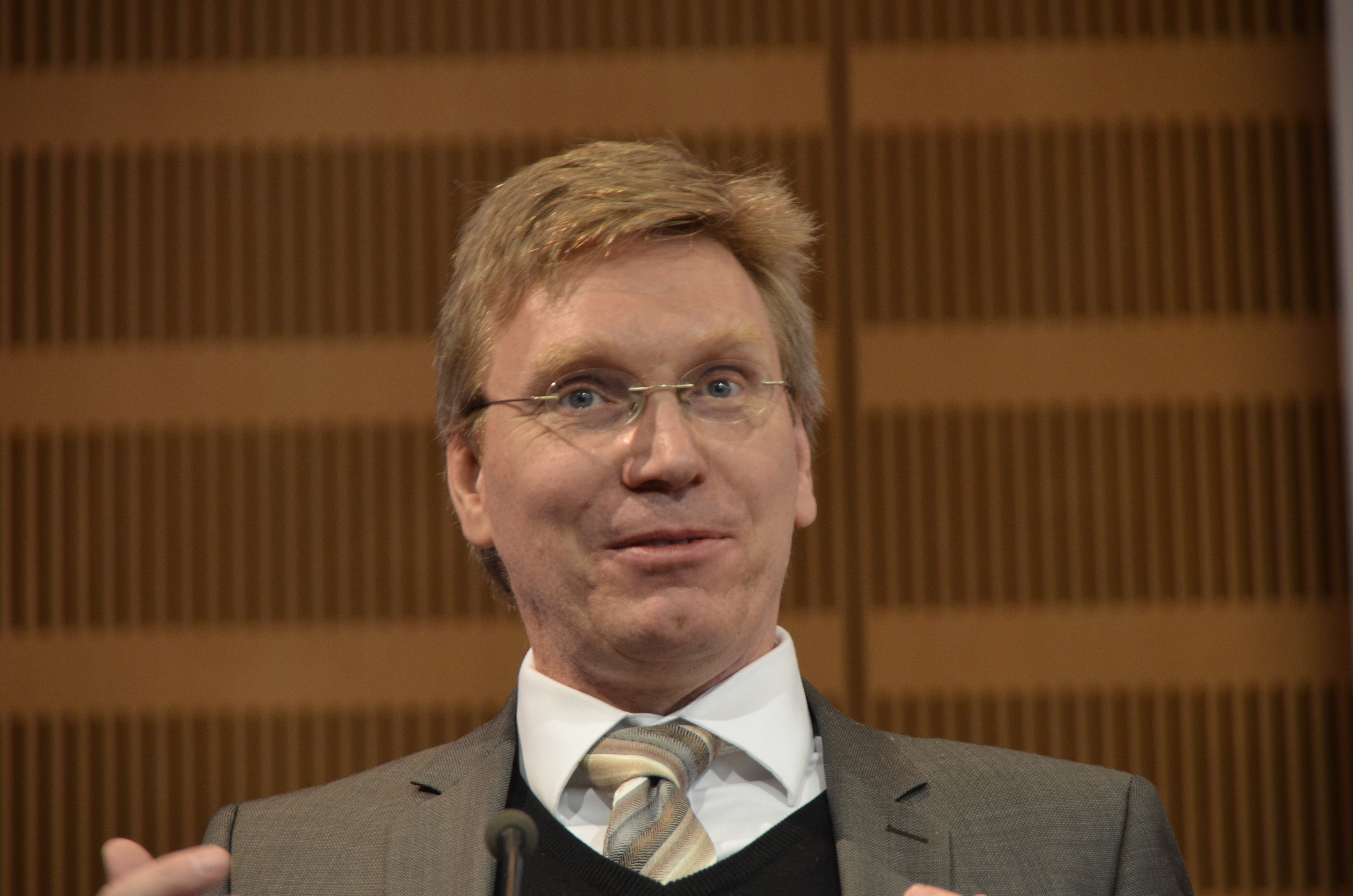
Paul Klimpel bei „Zugang gestalten!“ 2017 in der Deutschen Nationalbibliothek Frankfurt am Main

Paul Kristian Klimpel (* 12. August 1970 in Minden (Westfalen)) ist ein deutscher Jurist, Kulturmanager und Honorarprofessor an der Goethe-Universität Frankfurt.

## Leben
Klimpel studierte Jura an der Universität Bonn, später an der Universität München, wo er sich auch für Philosophie, Psychologie und Sozialwissenschaften an der Hochschule für Philosophie einschrieb. Nach Abschluss des Philosophiestudiums 1998 kam er zum Referendariat nach Berlin, das er 2000 abschloss. Seine Dissertation an der Humboldt-Universität, die er 2003 fertigstellte, beschäftigt sich mit „Bevormundung und Freiheitsschutz“.
Seit den 1990er Jahren ist er in verschiedenen Kultureinrichtungen engagiert. 2002 kam er zur Stiftung Deutsche Kinemathek, deren Verwaltungsdirektor er von 2006 bis 2011 war. In dieser Funktion war er auch Geschäftsführer des Netzwerks Mediatheken. Er befasst sich mit den rechtlichen Rahmenbedingungen von Museen und Archiven, insbesondere mit dem Urheberrecht und mit den grundlegenden organisatorischen, technischen und rechtlichen Veränderungen in Gedächtnisorganisationen infolge der Digitalisierung in verschiedenen Stellungnahmen und in Symposien.
Er leitet die Konferenzreihe „Zugang gestalten! Mehr Verantwortung für das kulturelle Erbe“. Seit 2012 ist er Partner in der Rechtsanwaltskanzlei iRights.Law. 2013 leitete er zusammen mit Jürgen Keiper eine interdisziplinäre Expertengruppe zur digitalen Langzeitarchivierung, die den „Berliner Appell zum Erhalt des digitalen Kulturerbes“ formulierte. 2015 initiierte er die „Hamburger Note zur Digitalisierung des kulturellen Erbes“.
Seit Juni 2022 hat er eine Honorarprofessur für Filmwissenschaft an der Goethe-Universität Frankfurt inne.

## Veröffentlichungen
- Christian Bracht, Klaus Bulle, Ellen Euler, Paul Klimpel: Open Access Policy, Ein Leitfaden für Kulturerbeeinrichtungen in Hessen, Hrsg. Deutsches Dokumentationszentrum für Kunstgeschichte – Bildarchiv Foto Marburg/Christian Bracht, Heidelberg 2022, ISBN 978-3-98501-091-2
- Urheberrechtsreform 2021, Neue Chancen für das kulturelle Erbe, Hrsg. DigiS Forschung- und Kompetenzzentrum Digitalisierung und Digitales Deutsches Frauenarchiv, getragen vom Ida Dachverband e.V., Oktober 2021
- Urheberrecht nach der Reform. Auswirkung in den Archiven. In: Verband deutscher Archivarinnen und Archivare (Hrsg.): RECHTsicher – Archive und ihr rechtlicher Rahmen, 89. Archivtag 2019 in Suhl, Neustadt a. d. Aisch 2020, ISBN 978-3-9818504-3-7, S. 167–176 Publikationen auf vda.archiv.net
- Europarechtswidrige Vergütungspflicht, Kurze Einschätzung des Referentenentwurfs zur Umsetzung der DSM-Richtlinie zu nicht verfügbaren Werken, in: Bibliotheksdienst 2020, 54 (12), S. 909–924
- Paul Klimpel, Fabian Rack: Reproduktion und urheberrechtlicher Schutz, in: de la Durantaye et al. (Hrsg.): Recht und Zugang, 2020/2, ISSN 2699-1284, S. 243–257
- Paul Klimpel (Hrsg.): Kulturelles Erbe digital – Eine kleine Rechtsfibel, Berlin 2020, epubli, ISBN 978-3-7529-8764-5 (Taschenbuch).
- Paul Klimpel (Hrsg.): Bewegte Bilder – starres Recht? Das Filmerbe und seine rechtlichen Rahmenbedingungen, Berlin 2011, Berlin Academic, ISBN 978-3-8270-9000-3 (Hardcover), ISBN 978-3-8270-9001-0 (E-Book)
- Paul Klimpel (Hrsg.): Öffentliche Archive – „geheime“ Informationen, Der Umgang mit sensiblen Daten in Filmmuseen, Archiven und Mediatheken, Mitteilungen und Berichte aus dem Institut für Museumsforschung, Berlin 2008, ISSN 1436-4166 Nr. 49
- Paul Klimpel (Hrsg.): Zwischen technischem Können und rechtlichem Dürfen. Filmarchive, Filmmuseen und die Digitalisierung, Mitteilungen und Berichte aus dem Institut für Museumsforschung, Berlin 2008, ISSN 1436-4166 Nr. 47
- Paul Klimpel (Hrsg.): Im Schatten der Verwertungsinteressen: Filmarchive, Filmmuseen und das Urheberrecht, Mitteilungen und Berichte aus dem Institut für Museumsforschung, Berlin 2007, ISSN 1436-4166 Nr. 45
- Bevormundung oder Freiheitsschutz? Kritik und Rechtfertigung paternalistischer Vorschriften über das Leben, den Körper und die Sexualität im deutschen Recht Frankfurt am Main 2003, Peter Lang, Frankfurt am Main, ISBN 3-631-50927-8
- Paul Klimpel, Jürgen Keiper (Hrsg.): Was bleibt, Berlin 2013, iRights Media, Berlin 2013, ISBN 978-3-944362-13-7